# اسلام در هاوایی
مسلمانان هاوایی برای اولین بار در سال ۱۹۷۹ (میلادی) خود را توسط انجمن دانشجویان مسلمان هاوایی سازماندهی کردند. این انجمن در ۱۹۶۸ تأسیس شده بود. در ۱۹۹۲ با حمایت گروههای اسلامی آمریکا موفق به ساخت اولین مسجد خود (مسجد مانوا) شدند. از سال ۲۰۰۱ نماز جمعه با حضور ۲۰۰ نفر و مراسم افطار ماه رمضان با حضور ۷۰۰ تن در مسجد برگزار می‌گردد.
از سال ۲۰۰۹ روز ۲۴ سپتامبر با رای قانونگذاران ایالت به عنوان روز اسلام نامگذاری شده‌است.